# 33e méridien est
En géographie, le 33e méridien est est le méridien joignant les points de la surface de la Terre dont la longitude est égale à 33° est.

## Géographie

### Dimensions
Comme tous les autres méridiens, la longueur du 33e méridien correspond à une demi-circonférence terrestre, soit 20 003,932 km. Au niveau de l'équateur, il est distant du méridien de Greenwich de 3 674 km,.
Avec le 147e méridien ouest, il forme un grand cercle passant par les pôles géographiques terrestres.

### Régions traversées
En commençant par le pôle Nord et descendant vers le sud au pôle Sud, Le 33e méridien est passe par:
| Coordonnées          | Pays, territoire ou mer | Notes |
| -------------------- | ----------------------- | --- |
| 90° 00′ N, 33° 00′ E | Océan Arctique          | |
| 80° 19′ N, 33° 00′ E | Norvège                 | Île Kvitøya, Svalbard |
| 80° 08′ N, 33° 00′ E | Mer de Barents          | |
| 69° 45′ N, 33° 00′ E | Russie                  | Péninsule de Rybatchi |
| 69° 36′ N, 33° 00′ E | Mer de Barents          | Golfe de Motovsky |
| 69° 27′ N, 33° 00′ E | Russie                  | Péninsule de Kola |
| 66° 53′ N, 33° 00′ E | Mer Blanche             | Golfe de Kandalakcha |
| 66° 42′ N, 33° 00′ E | Russie                  | |
| 52° 16′ N, 33° 00′ E | Ukraine                 | |
| 46° 01′ N, 33° 00′ E | Mer Noire               | Golfe de Karkinit |
| 45° 41′ N, 33° 00′ E | Ukraine                 | Crimée (revendiquée et contrôlée par la Russie)                                                                                            |
| 45° 19′ N, 33° 00′ E | Mer Noire               | |
| 41° 55′ N, 33° 00′ E | Turquie                 | Passe juste à l'est d'Ankara |
| 36° 06′ N, 33° 00′ E | Mer Méditerranée        | |
| 35° 22′ N, 33° 00′ E | Chypre                  | Zone contrôlée par la Turquie (Revendiquée par la république de Chypre) la Ligne verte (Chypre) Zone contrôlée par la république de Chypre |
| 34° 38′ N, 33° 00′ E | Akrotiri                | Royaume-Uni (ne fait pas partie du territoire de la République de Chypre)                                                                  |
| 34° 34′ N, 33° 00′ E | Mer Méditerranée        | |
| 31° 10′ N, 33° 00′ E | Égypte                  | Sinaï |
| 39° 10′ N, 33° 00′ E | Golfe de Suez           | |
| 28° 29′ N, 33° 00′ E | Égypte                  | |
| 22° 00′ N, 33° 00′ E | Soudan                  | |
| 12° 13′ N, 33° 00′ E | Soudan du Sud           | |
| 3° 52′ N, 33° 00′ E  | Ouganda                 | |
| 0° 07′ N, 33° 00′ E  | Lac Victoria            | Passe juste à l'ouest de l'île de Ukara, Tanzanie                                                                                          |
| 1° 59′ S, 33° 00′ E  | Tanzanie                | Île Oukéréoué |
| 2° 06′ S, 33° 00′ E  | Lac Victoria            | |
| 2° 22′ S, 33° 00′ E  | Tanzanie                | |
| 9° 22′ S, 33° 00′ E  | Malawi                  | Sur environ 14 km |
| 9° 30′ S, 33° 00′ E  | Zambie                  | |
| 12° 42′ S, 33° 00′ E | Malawi                  | Sur environ 18 km |
| 12° 53′ S, 33° 00′ E | Zambie                  | Sur environ 14 km |
| 13° 00′ S, 33° 00′ E | Malawi                  | Sur environ 19 km |
| 13° 10′ S, 33° 00′ E | Zambie                  | Sur environ 5 km |
| 13° 13′ S, 33° 00′ E | Malawi                  | |
| 13° 57′ S, 33° 00′ E | Zambie                  | Sur environ 3 km |
| 13° 58′ S, 33° 00′ E | Malawi                  | Sur environ 5 km |
| 14° 01′ S, 33° 00′ E | Zambie                  | Sur environ 6 km |
| 14° 05′ S, 33° 00′ E | Mozambique              | |
| 17° 18′ S, 33° 00′ E | Zimbabwe                | Sur environ 13 km |
| 17° 25′ S, 33° 00′ E | Mozambique              | Sur environ 16 km |
| 17° 34′ S, 33° 00′ E | Zimbabwe                | |
| 17° 48′ S, 33° 00′ E | Mozambique              | |
| 18° 13′ S, 33° 00′ E | Zimbabwe                | |
| 18° 29′ S, 33° 00′ E | Mozambique              | |
| 19° 45′ S, 33° 00′ E | Zimbabwe                | |
| 20° 01′ S, 33° 00′ E | Mozambique              | |
| 25° 28′ S, 33° 00′ E | Océan Indien            | Passe juste à l'est de l'île de de Inhaca et le continent, Mozambique                                                                      |
| 60° 00′ S, 33° 00′ E | Océan Austral           | |
| 69° 31′ S, 33° 00′ E | Antarctique             | Terre de la Reine-Maud, revendiquée par la Norvège                                                                                         |